# Lipide SM-102
Il Lipide SM-102 è un lipide amminico sintetico che viene utilizzato in combinazione con altri lipidi per formare nanoparticelle lipidiche. Questi sono utilizzati per la somministrazione di vaccini a base di mRNA, e in particolare SM-102 fa parte del sistema di somministrazione dei farmaci per il vaccino anti COVID-19 Moderna.
Le nanoparticelle lipidiche sono un'estensione dei precedenti metodi di trasfezione dell'RNA come i liposomi cationici. Tali sistemi sono necessari per proteggere le delicate molecole di mRNA e trasportarle nelle cellule senza che il sistema immunitario le distrugga prima. Le nanoparticelle entrano nelle cellule innescando l'endocitosi mediata dal recettore.
I lipidi ionizzati come SM-102 mantengono una carica neutra a pH fisiologico ma sono caricati positivamente all'interno della nanoparticella (il gruppo amminico viene protonato per formare un catione di ammonio). Ciò consente loro di legarsi alla spina dorsale caricata negativamente dell'mRNA. Il resto della nanoparticella è formato da lipidi PEGilati, che aiutano a stabilizzare la particella, e da fosfolipidi e molecole di colesterolo che contribuiscono alla struttura della particella.
La somministrazione dell'mRNA della luciferasi in nanoparticelle lipidiche contenenti SM-102 induce l'espressione della luciferasi epatica nei topi.